# Chajim Biton
Chajim Biton (hebrejsky חיים ביטון‎‎; * 17. ledna 1978 Jeruzalém) je izraelský politik, od dubna 2021 poslanec Knesetu za Šas. Dříve působil jako výkonný ředitel nestátní neziskové organizace Migdal Or, člen městské rady v Migdal ha-Emek a výkonný ředitel vzdělávací sítě Bnej Josef. Od 29. prosince 2022 působí jako ministr při ministerstvu školství v šesté vládě Benjamina Netanjahua.

## Životopis
Narodil se v Jeruzalémě v roce 1978, studoval na ješivě Ateret Jisra'el a získal bakalářský titul v oboru právo.
V roce 2014 byl jmenován výkonným ředitelem Šasu. V roce 2016 převzal vzdělávací sít Bnej Josef a během dvou let zvýšil počet žáků o 10 000. V červnu 2020 náměstek generálního prokurátora Raz Nizri rozhodl, že Biton již nebude moci zastávat dvě funkce současně. Jednalo se o funkci výkonného ředitele Šasu a funkci výkonného ředitele vzdělávací sítě Bnej Josef. S ohledem na Nizriho rozhodnutí Biton oznámil, že bude nadále vykonávat funkci výkonného ředitele Bnej Josef.
Ve volbách v roce 2015 se umístil na devátém místě kandidátky Šasu. Strana získala pouze sedm mandátů a Biton se tak nedostal do Knesetu. Následně odmítl možnost kandidovat ve volbách v dubnu 2019.
Před volbami v roce 2021 se umístil na pátém místě kandidátky Šasu a byl zvolen do Knesetu, neboť strana získala devět mandátů.
Ve volbách v roce 2022 se umístil na pátém místě kandidátky Šasu. V prosinci 2022 byl jmenován ministrem při ministerstvu školství.

## Osobní život
Je otcem pěti dětí a dědečkem tří vnoučat. Žije v Giv'at Ze'ev.